# 西王母寺、石室遗址
西王母寺、石室遗址，位于中国青海省海西蒙古族藏族自治州天峻县新源镇关角山，为第八批青海省文物保护单位，公布日期为2008年4月10日，类型为古遗址。
西王母寺、石室遗址的历史年代为汉。